# Zwartbruine spekkever
De zwartbruine spekkever (Dermestes haemorrhoidalis) is een keversoort uit de familie spektorren (Dermestidae). De wetenschappelijke naam van de soort werd in 1852 gepubliceerd door Küster.

## Kenmerken
De kever wordt 6 tot 9 mm lang. De dekschilden zijn zwartbruin van kleur, dichtbehaard met zwarte haren en hier en daar gele haren die alle kanten op staan. Ook de onderzijde van de kever is dichtbehaard met gele haren.

## Levenscyclus
De eitjes worden afgezet in groepjes van ongeveer 20 in de buurt van voedselbronnen. De larven zijn bruin met een lichtgekleurde band en worden 12 tot 14 mm lang. Zij leven van droge dierlijke resten, en kunnen schade toebrengen aan voorraden van bijvoorbeeld vismeel, beendermeel en gedroogde vleesproducten. De ontwikkeling van ei tot imago duurt ongeveer 1 tot 8 maanden, afhankelijk van de omstandigheden. De imago kan tot 10 maanden oud worden.

## Verspreiding en leefgebied
De zwartbruine spekkever kent een wereldwijde verspreiding.